# La Haye-de-Routot
La Haye-de-Routot là một xã thuộc tỉnh Eure trong vùng Normandie miền bắc nước Pháp.

## Data
- Postal code: 27350
- INSEE code: 27319
- Population: 270
- Area: 2.51 km²
- Elevation: 131 m
- Canton: Routot

## Sites of interest
- Shoe museum